# 刈谷工業高校野球部体罰自殺事件
刈谷工業高校野球部体罰自殺事件（かりやこうぎょうこうこうたいばつじさつじけん）は、日本で起きた自殺事件。高校生が他の生徒への体罰を見ることも苦に自殺した。

## 概要
自殺することになる愛知県立刈谷工業高等学校の野球部に所属していた2年生の生徒は、2011年（平成23年）6月9日の朝に学校に出かけたが、午前10時頃に勤務中の母親に学校から今日も休みですかと連絡があった。この生徒は前日には休んでおり、母親は学校に向かう途中で行けなくなったのかなと考えた。母親が帰宅すれば生徒は家にはおらずに、部屋のベッドの上に携帯電話が置かれており、練炭の箱を見つける。翌10日安城市の廃車の中で自殺しているのが発見された。死因は練炭を焚いたことによる一酸化炭素中毒死で、死亡推定時刻は9日午後4時ごろ。

### 自殺まで
当該生徒は、小学校で野球を始めて活発になり、中学校、高校でも野球をやっていた。だが高校1年生の12月頃に国際技能競技大会にも関心を寄せて、技術系の部活に入ることを考えて、野球部をやめたいと副部長に相談したところ慰留された。副部長である人物が問題となる行為をしており、自殺することとなる生徒には体罰ではなく、暴言が行われていた。だが他の部員には体罰が行われており、その体罰を見るのが苦痛と感じていた。
2年生になってからの4月に監督に野球部を辞めたいと伝えると、逃げているだろうと追い返された。
5月19日に5人の野球部員が部室の横でトランプをしていた。それを教諭が見つけて副部長に知らせて、5人には体罰が行われた。自殺することとなる生徒はこれを見て、凄く嫌なものを見たと母親に話していた。
5月下旬のある日に自殺することとなる生徒がエラーをした際に、副部長にユニフォームを脱いで消えろと怒鳴られた。そして以後は練習に出なくなった。
この生徒は、6月6日に副部長に呼び出されたが行かなかった。翌6月7日に校内で副部長に見つかったが避けた。翌6月8日には体育の授業で副部長と顔を合わせるため欠席。翌日に自殺した。

### 自殺から
2012年（平成24年）4月に愛知県知事のもと第三者委員会が設置される。同級生から聞き取りを行ったのだが、最初は聞き取りに応じた生徒は0人だった。何度もお願いしたところ5人が聞き取りに応じた。
2014年（平成26年）2月4日に第三者委員会によって最終報告書が提出される。そこでは他の部員への体罰を見聞きしたことが自殺の一因となった可能性を指摘された。学校と愛知県教育委員会が行った初期調査も問題であったとする。学校が体罰と自殺は無関係であったと即断したことで、遺族との関係を悪化させて調査を困難にしたと指摘される。最終報告書では、健康上の問題と、野球部の雰囲気と、学業成績の3つが葛藤をもたらした要因とされた。野球部の雰囲気には体罰も含む。児童虐待の防止等に関する法律では暴力を見聞きすることも虐待の一種とされており、このことから体罰を見聞きすることも同様であるとして、自殺に至る過程の中では重視しなければならないとされた。
同年5月に東海地方で学校事故事件遺族連絡会が設立されたのだが、この団体の呼びかけ人の1人は、この事件で自殺した生徒の母親であった。他の遺族と情報交換を行う。
2017年（平成29年）10月13日に日本体育大学で行われたシンポジウムには、この事件で自殺した生徒の母親も登壇して、事件の経緯を述べて指導者の体罰が自殺の原因にもなるとして、指導者は個々の生徒のコンディションに配慮した責任があるということを訴えた。日本スポーツ振興センターは、この事件を学校の管理下での事件に起因すると認めた。
2018年（平成30年）5月には自殺した生徒の母親は、自殺した遺族が静かに暮らせるシェルターの運営団体を設立する。同じ立場の遺族への支援に力を注ぐ。当事者にしか分からないつらさを受け止めることが、できることであるとする。
2022年（令和4年）12月16日に日本体育大学世田谷キャンパスで部活動の事故から学ぶ研修会が行われ、自殺した生徒の母親も登壇して講演をした。将来は体育教諭やスポーツ関係の職に就く大学生らに40分にわたって訴えた。